# Núbia Silva
Núbia de Oliveira Silva (* 6. April 2002) ist eine brasilianische Leichtathletin, die sich auf den Langstreckenlauf spezialisiert hat. 2025 wurde sie in Mar del Plata Südamerikameisterin im 10.000-Meter-Lauf.

## Sportliche Laufbahn
Erste internationale Erfahrungen sammelte Núbia Silva bei den Panamerikanischen Crosslauf-Meisterschaften 2022 in Serra, bei denen sie nach 36:48 min die Silbermedaille hinter ihrer Landsfrau Maria Moreira. Anschließend gewann sie bei den U23-Südamerikameisterschaften in Cascavel in 16:58,74 min die Bronzemedaille im 5000-Meter-Lauf hinter ihrer Landsfrau Maria Lucineida da Silva und Shellcy Sarmiento aus Kolumbien. Auch über 10.000 Meter gewann sie in 35:19,76 min die Bronzemedaille hinter der Peruanerin Sofia Mamani und Maria Lucineida da Silva. Im Jahr darauf belegte sie bei den Crosslauf-Südamerikameisterschaften 2023 in Poços de Caldas nach 41:03 min den vierten Platz und 2024 gewann sie bei den Panamerikanischen Crosslauf-Meisterschaften in San Salvador nach 35:27 min die Bronzemedaille hinter der Kolumbianerin Shellcy Sarmiento und Silvia Ortiz aus Ecuador. Im Mai belegte sie bei den Ibero-Amerikanischen Meisterschaften in Cuiabá in 35:06 min den vierten Platz im 10-km-Straßenlauf und im September siegte sie bei den U23-Südamerikameisterschaften in Bucaramanga in 35:37,51 min im 10.000-Meter-Lauf. Zudem gewann sie über 5000 Meter in 16:45,17 min die Silbermedaille hinter der Bolivianerin Benita Parra. Im Jahr darauf siegte sie in 34:06,56 min über 10.000 Meter bei den Südamerikameisterschaften in Mar del Plata.
2024 wurde Silva brasilianische Meisterin im 10.000-Meter-Lauf.

## Persönliche Bestleistungen
- 5000 Meter: 16:31,92 min, 24. März 2024 in Bragança Paulista
- 10.000 Meter: 34:06,56 min, 25. April 2025 in Mar del Plata